# التحالف الوطني العربي
للحزب الذي أنشأته زكي الأرسوزي ، انظر الحزب القومي العربي (تاريخية) 
 الحزب العربي الوطني (بالعبرية: המפלגה הלאומית הערבית ،

## المقدمة
تأسس الحزب خلال ال15 الكنيست عندما غادر ثلاثة من أعضاء الكنيست في القائمة العربية المتحدة؛ أحد أسس الوحدة الوطنية - التحالف الوطني التقدمي ، في حين أن اثنين آخرين ، تم إنشاؤها كنعان و توفيق الخطيب الحزب القومي العربي . 
وقال إن الحزب لن يشارك في انتخابات 2003 ، وفي الفترة التي سبقت انتخابات 2006 أنه يشبه كنعان ستنضم حداش . ومع ذلك، ثم دخل الحزب في سباق الانتخابات، قبل الانسحاب و يعلن دعمه للبلد ، على الرغم من ذلك الحين كان الوقت قد فات لاتخاذ اسم الحزب من الاقتراع . في يوم الانتخابات صوت الحزب ليصل فقط 738 صوتا ( 0.02 ٪ ) ، وهو ثاني أدنى في المجموع، و أقل بكثير من عتبة الانتخابية من 2 ٪ . تنافس الحزب انتخابات 2015 كجزء من القائمة العربية ، تحالف مع الحزب الديمقراطي العربي برئاسة كنعان . تلقى التحالف فقط 4301 صوتا ( 0.11 ٪ ) ، وعدم الحصول على مقعد .. ومع ذلك، ثم دخل الحزب في سباق الانتخابات، قبل الانسحاب و يعلن دعمه لل بلد ، على الرغم من ذلك الحين كان الوقت قد فات لاتخاذ اسم الحزب من الاقتراع . في يوم الانتخابات اختار الحزب يصل فقط 738 صوتا ( 0.02 ٪ ) ، وهو ثاني أدنى في المجموع، و أقل بكثير من عتبة الانتخابية من 2 ٪ .
 تنافس الحزب انتخابات 2015 كجزء من القائمة العربية ، تحالف مع الحزب الديمقراطي العربي برئاسة كنعان . تلقى التحالف فقط 4301 صوتا ( 0.11 ٪ ) ، وعدم الحصول على مقعد .

## روابط خارجية
- Arab National Party Knesset website
- هذا المقال عنحزب سياسي الإسرائيلي هو كعب . يمكنك مساعدة ويكيبيديا عن طريق توسيع ذلك.